# Eusphyra blochii
Eusphyra blochii е вид чукоглава акула, единствен представител на род Eusphyra. Характеризира се с особено широката си глава, достигаща размер равен на 40—50% от дължината на тялото. Разпространена е в Индийския океан и моретата на Малайския архипелаг. Ареалът и достига до Персийския залив, на запад, Филипините и Нова Гвинея, на изток, китайския бряг и Тайван на север, и цялото северно крайбрежие на Австралия, на юг. Обитава плитки шелфови води, понякога навлиза и в естуари с полусолени води.